# Covered
Covered è il sesto album in studio della cantante statunitense Macy Gray, pubblicato nel 2012. Si tratta di un album di cover.

## Tracce
1. Here Comes the Rain Again - 3:44 (Eurythmics)
2. Creep - 4:18 (Radiohead)
3. You Want Them Nervous (Skit) (feat. J. B. Smoove) - 1:12
4. Smoke 2 Joints - 2:48 (The Toyes/ Sublime)
5. La La La (Teaching the Kids) (feat. Layann Al Saud, Avery Albert, Happy Hinds, & Sienna Steiber) - 0:25
6. Teenagers - 2:56 (My Chemical Romance)
7. The Power of Love (feat. Hugh Salk) - 0:41
8. Nothing Else Matters (Metallica) -5:42
9. Sail - 4:27 (Awolnation)
10. I Try Is Cool and All, But (Skit) (feat. Nicole Scherzinger) - 1:29
11. Maps - 2:51 (Yeah Yeah Yeahs)
12. Love Lockdown/Buck - 3:59 (Kanye West / Nina Simone)
13. Mel Rap (feat. Mel Hinds) - 0:33
14. Bubbly (feat. Idris Elba) - 3:11 (Colbie Caillat)
15. Wake Up (Arcade Fire) - 3:52
16. Really (Skit) (feat. MC Lyte) - 2:21

Bonus tracks
1. Here Comes The Rain Again (Dirty Plastic Hits Remix) (iTunes Bonus Track)- 3:44
2. Sail (Dirty Plastic Hits Remix) (iTunes Bonus Track) - 4:46